# Anya Fischer
Anya Fischer (* 1975 in München) ist eine deutsche Schauspielerin.

## Leben
Anya Fischer absolvierte von 1996 bis 2000 an der Folkwang Universität der Künste in Essen ihre vierjährige Schauspielausbildung. Während ihres Studiums hatte sie erste Auftritte in Fernsehserien, so unter anderem bei Alarm für Cobra 11 oder Die Rettungsflieger. Anschließend hatte sie ein Gastspiel am Schillertheater Wuppertal und  wurde 2001 Ensemblemitglied am Maxim-Gorki-Theater Berlin. Im Jahr 2006 erfolgte ein neues Engagement im Ensemble des Staatsschauspiels Dresden. 2009 machte sie sich als freischaffende Schauspielerin selbständig, spielte weiterhin Theater, mit Gastspielen am Staatsschauspiel Dresden, dem Düsseldorfer Schauspielhaus, dem Nationaltheater Mannheim, dem Theater an der Winkelwiese in Zürich und dem Stadttheater Chur, auch übernahm sie Rollen in Film und Fernsehen.
Neben der Schauspielerei hat sich Anya Fischer ein zweites berufliches Standbein aufgebaut. Ab 2010 absolvierte sie eine Ausbildung zum Bodycoach nach der Grinberg-Methode in Berlin und erhielt 2017 auch ein Diplom zur Pantarei-Praktikerin. Während sie von 2010 bis 2016 als Bodycoach in Berlin und Dresden tätig war, zog sie 2016 nach Düsseldorf, wo sie seitdem praktiziert.

## Filmografie
- 1999: Alarm für Cobra 11 – Die Autobahnpolizei
- 2000: Die Rettungsflieger
- 2005: Der letzte Zeuge
- 2009: Flemming
- 2010: Magda
- 2020: Rentnercops: Jeder Tag zählt! (Folge Fossi)
- 2021: Mord in der Familie – Der Zauberwürfel
- 2022: Wilsberg: Schmeckt nach Mord (Fernsehreihe)